# Otmar Kessler (Politiker)
Otmar Kessler (* 20. August 1924 in Illingen; † 1989) war ein saarländischer Politiker (CVP/CDU).
Die Reifeprüfung legte Kessler 1942 am Ludwigsgymnasium in Saarbrücken ab. Anschließend wurde er zum Kriegsdienst einberufen. Er geriet in Kriegsgefangenschaft, aus der er im Oktober 1945 wieder entlassen wurde. An der Universität Mainz studierte er daraufhin Rechtswissenschaften. Das Referendarexamen legte er im Oktober 1949 in Rheinland-Pfalz und erneut im März 1950 im Saarland ab. Nach dem Assessorexamen 1953 arbeitete er zunächst in der Rechtsabteilung der Landesbank und Girozentrale Saar, danach für den Arbeitgeberverband der Eisen- und Metallindustrie sowie für die Arbeitsgemeinschaft der Arbeitgeberorganisationen des Saarlandes. 1955 bzw. 1957 wurde er zum stellvertretenden Geschäftsführer dieser beiden Verbände ernannt. Mitte der 1960er Jahre übernahm er eine Stelle als Kodirektor der Versorgungs- und Verkehrsgesellschaft Saarbrücken.
Kessler war Mitglied der Christlichen Volkspartei des Saarlandes (CVP) und trat später der CDU bei. Ab 1956 war er langjähriges Mitglied des Saarbrücker Stadtrats und hatte dort zu Beginn den Vorsitz der CVP-Fraktion inne. Dem Landtag des Saarlandes gehörte er von 1952 bis 1955 an, außerdem konnte er 1957 erneut für Franz Ruland nachrücken. Zuletzt war er Vorsitzender des Wahlprüfungsausschusses, stellvertretender Vorsitzender des Ausschusses für Wirtschaft und Verkehr und Mitglied der Ausschüsse für Beamtenrechtsfragen, für Angelegenheiten der Inneren Verwaltung und Kommunalpolitik sowie für Rechtsfragen. 1961 schied er aus dem Parlament aus.